# Glutation
Glutation (GSH) je tripeptid koji sadrži neobičnu peptidnu vezu između amino grupe cisteina (koji je vezan normalnom peptidnom vezom za glicin) i karboksilne grupe glutamatnog bočnog lanca. On je antioksidans, te sprečava oštećenja ćelijskih komponenti koja mogu da uzrokuju reaktivne vrste kiseonika poput slobodnih radikala i peroksida.
Tiolne grupe su redukujući agensi, koji se javljaju u koncentraciji od približno 5  u životinjskim ćelijama. Glutation redukuje disulfidne veze formirane unutar citoplazmatičnih proteina do cisteina delujući kao donor elektrona. U tom procesu, glutation se konvertuje do njegove oksidovane form glutation disulfida (GSSG), koji se takođe naziva L(-)-glutation.
Oksidovani glutation se može redukovati posredstvom glutation reduktaze, koja koristi -NADPH}- kao donor elektrona. Odnos redukovanog i oksidovanog glutationa unutar se često koristi kao mera ćelijske toksičnosti.

## Literatura
- Drevet, J (2006). „The antioxidant glutathione peroxidase family and spermatozoa: A complex story”. Molecular and Cellular Endocrinology. 250 (1–2): 70—9. PMID 16427183. doi:10.1016/j.mce.2005.12.027.
- The Role of Glutathione in Cell Defense.
- Wu, Guoyao; Fang, Yun-Zhong; Yang, Sheng; Lupton, Joanne R.; Turner, Nancy D. (2004). „Glutathione metabolism and its implications for health”. The Journal of nutrition. 134 (3): 489—92. PMID 14988435.